# Christopher Henry (Boxer)
Christopher Henry (* 19. Januar 1973 in Saint Lucy) ist ein ehemaliger barbadischer Boxer.

## Werdegang
Christopher Henry nahm an den Olympischen Sommerspielen 1992 in Barcelona teil. Im Halbweltergewichtsturnier schied er in der ersten Runde gegen Laïd Bouneb aus Algerien aus. Bei den Zentralamerika- und Karibikspielen 1993 gewann er Bronze im Weltergewicht.